# Onania

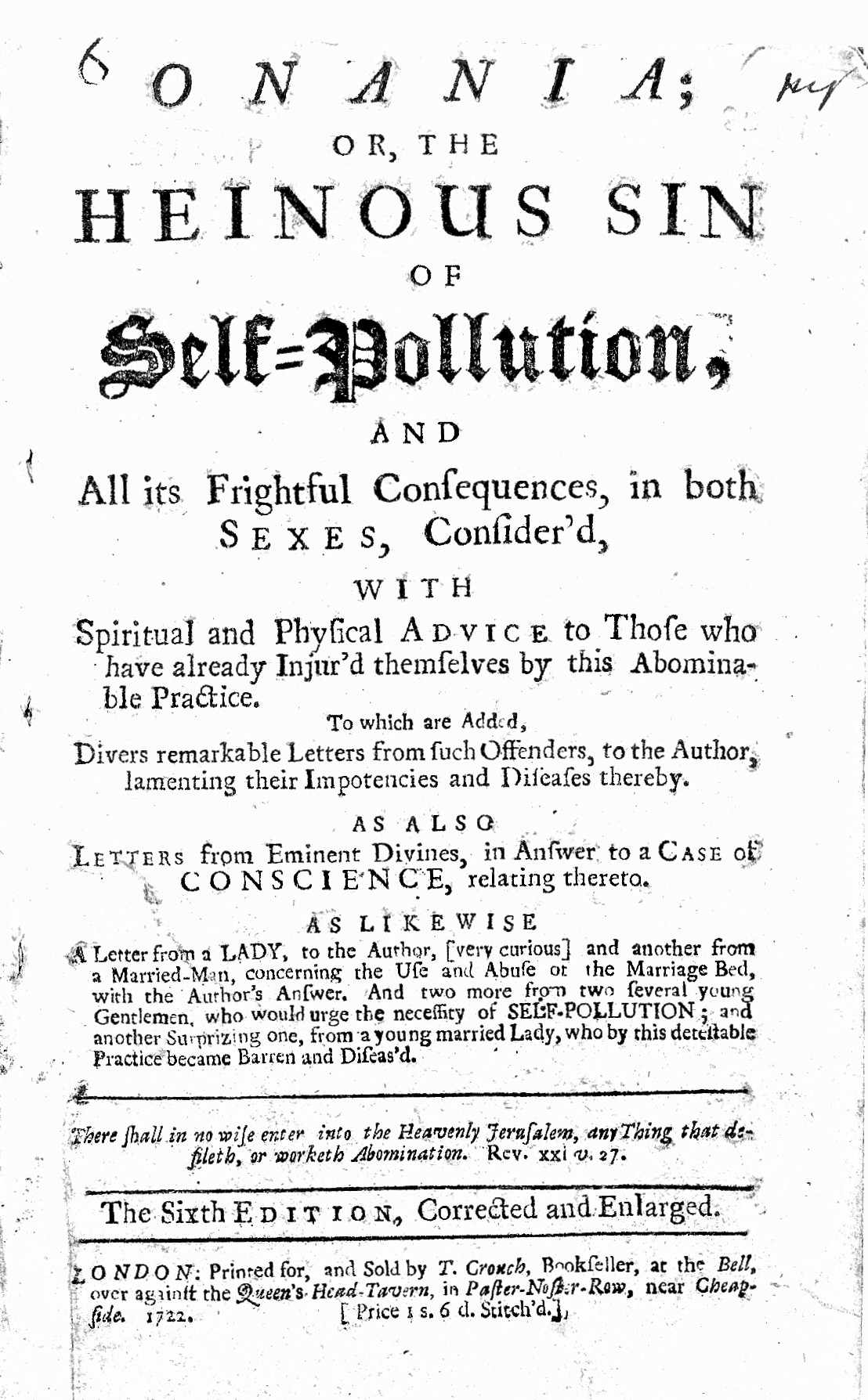
Onania albo Haniebny czyn autopolucji (strona tytułowa)

Onania albo Haniebny czyn autopolucji i jego wszystkie przerażające konsekwencje dla obu płci, z duchowymi i medycznymi poradami dla tych, którzy już się skrzywdzili tym wstrętnym zwyczajem (ang. Onania, or the heinous sin of self-pollution, and all its frightful consequences in both sexes considered, with spiritual and physical advice to those who have already injured themesleves by this abominable practice) – anonimowy pamflet opublikowany w Londynie w 1710 r., opisujący szczegółowo masturbację u obu płci.
Od daty publikacji do 1737 nakład wznawiano 16 razy, pojawił się także przekład na język niemiecki. Pamflet, potępiający masturbację i osoby onanizujące się, był w rzeczywistości nośnikiem reklamowym proszku mającego leczyć kiłę.